# Antoni Pogorelski
Pour les articles homonymes, voir Perovski.
Antoni Pogorelski (en russe : Анто́ний Погорельский) est le nom de plume d'Alexeï Alexeïevitch Perovski (en russe : Алексе́й Алексе́евич Перо́вский), né en 1787 à Moscou et mort le 21 juillet 1838 à Varsovie, est un écrivain et homme d'état de l'Empire russe. Il est le frère de Vassili et Lev Perovski.

## Biographie
Fils illégitime du comte Alexeï Razoumovski, Alexeï Perovski passe son enfance dans la propriété de Potchep où il est scolarisé à domicile. Il étudie ensuite à l'Université impériale de Moscou (1805-1807) et obtient le degré de philosophiæ doctor. En 1807, il traduit en allemand Pauvre Lisa de Nikolaï Karamzine.
En 1808, il publie un livre tiré de ses trois conférences : Comment différencier les animaux des plantes (Как различать животных от растений), De l'utilité du Systema Naturæ de Linné (О цели и пользе Линеевой системы растений), Les plantes qu'il serait utile de cultiver en Russie (О растениях, которые бы полезно было размножать в России).
En 1808-1810, il siège dans le 6e département du Sénat, puis, en 1812 malgré la désapprobation de son père il s'engage dans l'armée. Il sert dans le 3e régiment cosaque d'Ukraine et participe notamment à la bataille de Leipzig et la bataille de Kulm en 1813. En 1814-1816, il sert au royaume de Saxe au sein d'un régiment d'uhlans. À cette époque il se passionne pour l’œuvre d'Hoffmann dont l'influence plus tard se reflétera dans ses livres.
Démobilisé il rejoint la société littéraire Arzamas fondée sous l'égide de Nikolaï Karamzine. Parmi ses connaissances se trouve le jeune Alexandre Pouchkine. À la sortie du poème Rouslan et Ludmila Antoni Pogorelski publie une critique élogieuse dans la revue Le Fils de la Patrie.
En 1829, Pogorelski publie le célèbre conte La Poule noire, ou le monde souterrain, écrit pour son neveu Alexis Tolstoï et traduit par la suite en plusieurs langues. La première édition du livre est illustrée par Alexandre Benois.
Il prend sa retraite en 1830 et se consacre aux voyages et à l'éducation de son neveu Alexis Tolstoï.
Antoni Pogorelski meurt de la tuberculose à Varsovie en chemin vers Nice où il comptait se faire soigner. Il est enterré au cimetière orthodoxe de Varsovie.

## Sources
- (en) Cet article est partiellement ou en totalité issu de l’article de Wikipédia en anglais intitulé « Antony Pogorelsky » (voir la liste des auteurs).